# Liste der Einträge im National Register of Historic Places im Orange County (New York)

Lage des Orange Countys in New York

Diese Liste der Einträge im National Register of Historic Places im Orange County von New York nennt alle in das National Register of Historic Places eingetragenen Objekte im Orange County. Von diesen sind acht außerdem als National Historic Landmark ausgewiesen.
|     | Bezeichnung                                                   | Bild                                             | Datum der Eintragung | Lage | Ort                                 | Beschreibung |
| --- | ------------------------------------------------------------- | ------------------------------------------------ | -------------------- | --- | ----------------------------------- | --- |
| 1   | 1841 Goshen Courthouse                                        |                                                  | 4. März 1975         | 101 Main St. 41° 24′ 10″ N, 74° 19′ 20″ W                                                                                                 | Village of Goshen                   | Neoklassizistisches Bauwerk des örtlichen Architekten Thornton Niven, das bis in das 20. Jahrhundert genutzt wurde. |
| 2   | African-American Cemetery                                     |                                                  | 16. Aug. 1996        | Co. Rt. 416, etwa 8 km südlich der NY 84 41° 30′ 16″ N, 74° 15′ 17″ W                                                                     | Town of Montgomery                  | Friedhof aus der ersten Hälfte des 19. Jahrhunderts, auf dem Sklaven und ihre Nachkommen beerdigt sind. Der Friedhof wurde gesäubert und restauriert. |
| 3   | Arden                                                         |                                                  | 13. Nov. 1966        | NY 17 41° 17′ 42″ N, 74° 7′ 20″ W | Harriman                            | Haus des Eisenbahnmagnaten Edward H. Harriman in den letzten zwei Jahren seines Lebens. Gehört derzeit der Columbia University und wird als Konferenzzentrum genutzt. |
| 4   | Amelia Barr House                                             |                                                  | 23. Nov. 1982        | Mountain Rd. 41° 25′ 34″ N, 74° 1′ 26″ W                                                                                                  | Cornwall-on-Hudson                  | Wohnsitz der Bestsellerautorin Amelia Edith Huddleston Barr aus dem 19. Jahrhundert |
| 5   | Belknap Stone House                                           |                                                  | 15. Aug. 2001        | NY 17K 41° 30′ 34″ N, 74° 5′ 32″ W | Newburgh                            | |
| 6   | John Blake House                                              |                                                  | 20. Dez. 1984        | 924 Homestead Ave. 41° 29′ 37″ N, 74° 12′ 33″ W                                                                                           | Maybrook                            | Haus des frühen Siedlers und späteren Town Supervisors |
| 7   | Bloomer-Dailey House and Balmville Tree                       |                                                  | 7. Dez. 2000         | 83 Balmville Rd. 41° 31′ 57″ N, 74° 0′ 46″ W                                                                                              | Balmville                           | Pappel, die um 1699 gepflanzt wurde. Bildete damals das Zentrum von Balmville und ist heute der kleinste Staatsforst im Bundesstaat New York. |
| 8   | Blooming Grove Church                                         |                                                  | 6. Dez. 1996         | westliche Seite der NY 94 an der Old Dominion Rd. 41° 24′ 12″ N, 74° 11′ 55″ W                                                            | Blooming Grove                      | 1824 erbaute Kirche im Federal Style; die Gemeinde geht auf das Jahr 1758 zurück. |
| 9   | Bodine Farmhouse                                              |                                                  | 3. Mai 2006          | 50 Wallkill Rd. 41° 34′ 25″ N, 74° 11′ 52″ W                                                                                              | Town of Montgomery                  | William Bodine war der Enkel von Jean Bodine. Er erhielt ein großes Stück Land in Montgomery, außerhalb von Walden. Er ließ sich hier 1769 nieder und mehrere Generationen seiner Familie lebten bis 1908 in dem Haus. |
| 10  | Jacob Bookstaver House                                        |                                                  | 3. Juni 1996         | 198 Schmitt Ln. 41° 33′ 22″ N, 74° 14′ 40″ W                                                                                              | Town of Montgomery                  | Neoklassizistisches Haus des Pfälzer Siedlers im Westen der Stadt Montgomery |
| 11  | The Boulders                                                  |                                                  | 8. Aug. 2001         | 99 Shore Ave. 41° 11′ 18″ N, 74° 18′ 46″ W                                                                                                | Greenwood Lake                      | |
| 12  | Oliver Brewster House                                         |                                                  | 8. März 1996         | 66 Willow Ave. 41° 26′ 25″ N, 74° 2′ 22″ W                                                                                                | Cornwall                            | Wohnhaus der Beerenzüchters Oliver Brewster aus dem Jahr 1850. Später wurde es renoviert und in eine Sommerpension umgewandelt. Die weiteren Farmgebäude blieben weitgehend unverändert. |
| 13  | Bridge Street Historic District                               |                                                  | 21. Nov. 1980        | Bridge St. 41° 31′ 42″ N, 74° 14′ 23″ W                                                                                                   | Montgomery                          | Das älteste Bebauungsgebiet in dem Village entstand in der Zeit, in der die Siedlung nach der nahegelegenen Ward’s Bridge benannt war. |
| 14  | Samuel Brooks House                                           |                                                  | 8. März 1996         | Pleasant Hill Rd. 41° 25′ 16″ N, 74° 4′ 12″ W                                                                                             | Cornwall                            | Neugotisches Cottage aus dem Jahr 1860, das als Pension für Sommergäste dient. |
| 15  | Brotherhood Winery                                            |                                                  | 21. Apr. 2000        | Brotherhood Plaza 41° 25′ 55″ N, 74° 9′ 46″ W                                                                                             | Washingtonville                     | Ältester durchgehend betriebener Weinkeller in den Vereinigten Staaten, 1838 begründet. |
| 16  | Brown Farmstead                                               |                                                  | 7. Dez. 2005         | 238 Browns Rd. 41° 32′ 15″ N, 74° 8′ 34″ W                                                                                                | Town of Montgomery                  | Bauernhaus eines frühen Siedlers in Montgomery |
| 17  | Bull Stone House                                              |                                                  | 18. Juli 1974        | Hamptonburgh Rd. 41° 26′ 4″ N, 74° 15′ 41″ W                                                                                              | Hamptonburgh                        | 1722 entstandenes Wohnhaus des Siedlers William Bull und seiner Frau Sarah Wells. Der New World Dutch Barn des Anwesens ist eines der besterhaltenen Beispiele dieses Gebäudetyps und der einzige, der im Orange County noch erhalten ist.                                                                                     |
| 18  | William Bull III House                                        |                                                  | 25. Sep. 1986        | Bart Bull Rd. 41° 28′ 23″ N, 74° 17′ 12″ W                                                                                                | Wallkill                            | 1780 entstandenes Haus eines Enkels von William Bull, das fünf Generationen im Familienbesitz blieb. |
| 19  | Bull-Jackson House                                            |                                                  | 17. Mai 1974         | NY 416, NW of Campbell Hall 41° 28′ 7″ N, 74° 16′ 39″ W                                                                                   | Campbell Hall                       | Steinhaus aus dem 18. Jahrhundert, das einer der Söhne von Thomas Bull erbaute. Das Haus blieb 200 Jahre im Familienbesitz und beherbergt heute das Heimatmuseum des Orange Countys. |
| 20  | Camp Olmsted                                                  |                                                  | 23. Nov. 1982        | 114 Bayview Ave. 41° 26′ 17″ N, 74° 0′ 19″ W                                                                                              | Cornwall-on-Hudson                  | Ferienlager, das 1900 gebaut wurde, damit Kinder aus dem New Yorker Stadtviertel Five Points einige Wochen in der frischen Luft im Hudson Valley genießen konnten. |
| 21  | Canterbury Presbyterian Church                                |                                                  | 3. Juni 1996         | 30 Clinton St. 41° 26′ 7″ N, 74° 1′ 55″ W                                                                                                 | Cornwall                            | Kirche im Federal Style, die bis zu Beginn des 21. Jahrhunderts genutzt wurde. |
| 22  | Carvey-Gatfield House                                         |                                                  | 8. März 1996         | 375 Angola Rd. 41° 24′ 37″ N, 74° 3′ 21″ W                                                                                                | Cornwall                            | Noch stehendes Steinhaus eines frühen Siedlers in Cornwall. |
| 23  | Checkerboard Inn                                              |                                                  | 29. Nov. 2006        | 1292 Orange Turnpike 41° 18′ 0″ N, 74° 11′ 8″ W                                                                                           | Monroe                              | Das etwa 1790 erbaute Haus wurde später als Gasthaus genutzt und diente den Reisenden auf dem Orange Turnpike. Es erhielt den Namen nach der früheren Bemalung im Schachbrettmuster. |
| 24  | Christ Church                                                 |                                                  | 15. Aug. 2008        | 6 Orchard St. | Middletown                          | |
| 25  | Church of the Holy Innocents and Rectory                      |                                                  | 23. Nov. 1982        | 112 Main St. 41° 22′ 24″ N, 73° 57′ 54″ W                                                                                                 | Highland Falls                      | Episkopale Kirche, die 1841 von Robert Walter Weir zum Gedenken an seine Kinder erbaut wurde. Die von Louis Comfort Tiffany gestalteten Buntglasfenster wurden zum Gedenken an J. Pierpont Morgan gestiftet, der dieser Gemeinde in den Sommermonaten angehörte.                                                               |
| 26  | Church Park Historic District                                 |                                                  | 17. Nov. 1980        | Park Pl., Main and Webster Sts. 41° 24′ 14″ N, 74° 19′ 20″ W                                                                              | Village of Goshen                   | Der historische Bezirk bildet den Kern des im 19. Jahrhundert entstandenen Dorfes Goshen. |
| 27  | A. J. Clark Store                                             |                                                  | 6. Dez. 1996         | 286 Main St. 41° 26′ 8″ N, 74° 2′ 4″ W | Cornwall                            | Der Gewerbebau im italienisch anmutenden Stil mit Balkon wurde in der Zeit von Cornwalls Aufstieg als Ferienort in der zweiten Hälfte des 19. Jahrhunderts erbaut. |
| 28  | Hulet Clark Farmstead                                         |                                                  | 5. Nov. 1998         | 207 S. Plank Rd. 41° 21′ 20″ N, 74° 32′ 28″ W                                                                                             | Westtown                            | Weitgehend intakter Wohnsitz von Hulet Clark, einem Siedler, der später Town Supervisor von Minisink wurde. Das Haus wurde in englischen anonymen Stil errichtet. |
| 29  | Isaac Cocks House                                             |                                                  | 8. März 1996         | Old Pleasant Hill Rd. 41° 25′ 34″ N, 74° 3′ 54″ W                                                                                         | Cornwall                            | |
| 30  | Colden Family Cemetery                                        |                                                  | 9. Feb. 2005         | abseits der Maple Ave. 41° 31′ 17″ N, 74° 8′ 45″ W                                                                                        | Town of Montgomery                  | Letzte Ruhestätte der unmittelbaren Nachkommen von Cadwallader Colden, der einer der letzten Gouverneure der Kolonie New York war. |
| 31  | Colden Mansion Ruins                                          |                                                  | 24. Juli 2007        | NY 17K 41° 31′ 35″ N, 74° 7′ 56″ W | Town of Montgomery                  | Überreste des Herrenhauses von Cadwallader Colden Jr., das nach der Vernachlässigung in der Mitte des 20. Jahrhunderts verfallen ist. |
| 32  | Cornwall Friends Meeting House                                |                                                  | 8. Dez. 1988         | 275 Quaker Ave. 41° 26′ 2″ N, 74° 2′ 36″ W                                                                                                | Cornwall                            | Noch genutzter Versammlungsort der Quäker aus dem 18. Jahrhundert. Es handelt sich um das älteste noch bestehende religiös genutzte Bauwerk in Cornwall. |
| 33  | Cosman Family Cemetery                                        |                                                  | 8. Nov. 2006         | Lattintown Rd. 41° 34′ 54″ N, 74° 0′ 22″ W                                                                                                | Middle Hope                         | |
| 34  | John A. Crabtree House                                        |                                                  | 6. Aug. 1998         | 15 Factory St. 41° 31′ 43″ N, 74° 13′ 36″ W                                                                                               | Montgomery                          | Haus des Mitbegründers der nahegelegenen Montgomery Worsted Mills |
| 35  | Cragston Dependencies                                         |                                                  | 23. Nov. 1982        | NY 218 41° 21′ 9″ N, 73° 58′ 14″ W | Highlands                           | |
| 36  | David Crawford House                                          |                                                  | 27. Sep. 1972        | 189 Montgomery St. 41° 30′ 32″ N, 74° 0′ 30″ W                                                                                            | Newburgh                            | 1834 errichtetes neoklassizistisches Wohnhaus eines Flusskapitäns |
| 37  | John I. Crawford Farm                                         |                                                  | 6. Aug. 1998         | NY 302, etwa 2 km nordöstlich der Thompson Ridge Rd. 41° 34′ 36″ N, 74° 20′ 12″ W                                                         | Crawford                            | Wohnhaus des Siedlers, der der Town of Crawford seinen Namen gab. |
| 38  | Cromwell Manor                                                |                                                  | 3. Juni 1996         | Angola Rd. südlich der Kreuzung mit US 9W 41° 25′ 27″ N, 74° 2′ 42″ W                                                                     | Cornwall                            | 1835 erbauter neoklassizistischer Herrensitz, in dem unter anderen Joseph Sutherland, der Sohn eines frühen Landbesitzers, wohnte. Es handelt sich um eines der ersten größeren Häuser in Cornwall, das nicht zu landwirtschaftlichen Zwecken gebaut wurde. Das Gebäude wird heute als Bed and Breakfast genutzt.              |
| 39  | Deer Hill                                                     |                                                  | 23. Nov. 1982        | 58 Deerhill Rd. 41° 25′ 27″ N, 74° 0′ 59″ W                                                                                               | Cornwall                            | |
| 40  | Delaware and Hudson Canal                                     | Brückenkopf des Neversink Aqueducts am D&H Canal | 24. Nov. 1968        | Delaware and Hudson Canal | Cuddebackville, Deerpark und andere | Dieser Kanal, der durch weitere Countys in New York und auch in Pennsylvania verläuft, diente im 19. Jahrhundert der Versorgung New York Citys mit Kohle. |
| 41  | Abraham Dickerson Farmhouse                                   |                                                  | 3. Nov. 1995         | 171 W. Searsville Rd. 41° 34′ 21″ N, 74° 15′ 11″ W                                                                                        | Town of Montgomery                  | Ende des 18. Jahrhunderts von Zuwanderern aus Long Island erbautes Bauernhaus. Es wurde später als Pension und als Tanzsaal genutzt. |
| 42  | District School No. 9                                         |                                                  | 15. Sep. 1988        | NY 17A 41° 22′ 35″ N, 74° 20′ 59″ W | Town of Goshen                      | Schulgebäude, das in den 1790er Jahren bereits existierte; der Überlieferung zufolge kam einmal George Washington vorbei, trat ein und sprach zu den Schülern. |
| 43  | Dodge-Greenleaf House                                         |                                                  | 5. März 2008         | 2009 NY 211 41° 28′ 37″ N, 74° 32′ 29″ W                                                                                                  | Otisville                           | Gut erhaltenes neugotisches Wohnhaus eines ortsansässigen Geschäftsmannes aus der Mitte des 19. Jahrhunderts. Das Haus diente später den Bauarbeitern des Otisville Tunnel, der unter dem Anwesen hindurch führt. |
| 44  | Dubois-Phelps House                                           |                                                  | 21. Aug. 1997        | 90 Wallkill Rd. 41° 34′ 32″ N, 74° 11′ 42″ W                                                                                              | Town of Montgomery                  | Neoklassizistisches Wohnhaus früher Bewohner Montgomerys. |
| 45  | Dunning House                                                 |                                                  | 28. Dez. 2001        | 633 Ridgebury Rd. 41° 23′ 5″ N, 74° 27′ 26″ W                                                                                             | Wawayanda                           | Das Haus entstand Ende des 18. Jahrhunderts und wurde im 19. Jahrhundert mehrfach in verschiedenen Baustilen erweitert und umgebaut. |
| 46  | Dutch Reformed Church                                         |                                                  | 18. Dez. 1970        | 132 Grand St. 41° 30′ 16″ N, 74° 0′ 32″ W                                                                                                 | Newburgh                            | Die 1835 von Alexander Jackson Davis erbaute Kirche ist die einzige seiner Bauten im neoklassizistischen Stil, die noch besteht, und gleichzeitig die einzige seiner Kirchen, deren Konstruktion seit dem Bau nicht verändert wurde.                                                                                           |
| 47  | Dutchess Quarry Cave Site                                     |                                                  | 18. Jan. 1974        | Adresse Verschlusssache | Town of Goshen                      | Artefakte der frühesten bekannten Bewohner des Wallkill Valleys aus der Zeit von vor 12.000 Jahren in und um einen früheren Steinbruch. |
| 48  | East End Historic District                                    |                                                  | 12. Sep. 1985        | grob begrenzt durch Robinson Ave., LeRoy Pl., Water St., Bay View Terr. sowie Monument und Renwick St. 41° 30′ 5″ N, 74° 0′ 47″ W         | Newburgh                            | Dieser historische Bezirk umfasst die meisten beitragenden Objekte aller historischen Bezirke in New York und besteht aus intakten Wohnhäusern und Gebäuden aus dem 19. Jahrhundert. |
| 49  | Echo Lawn Estate                                              |                                                  | 23. März 2009        | River Road am Stone Gate Drive 41° 32′ 5″ N, 74° 0′ 26″ W                                                                                 | Balmville                           | |
| 50  | Edmonston House                                               |                                                  | 2. März 1979         | NY 94 41° 27′ 12″ N, 74° 3′ 45″ W | Vails Gate                          | Medizinische Einrichtung für die Kontinentalarmee, die während der beiden letzten Jahre des Amerikanischen Unabhängigkeitskrieges in New Windsor kampierte. |
| 51  | Erie Railroad Station                                         |                                                  | 11. Apr. 1980        | Jersey Ave. und Fowler St. 41° 22′ 20″ N, 74° 41′ 30″ W                                                                                   | Port Jervis                         | Altes Bahnhofsgebäude im Queen Anne Style, das durch die Erie Railroad gebaut wurde und zur Abwicklung des Personenverkehrs bis in die 1970er Jahre genutzt wurde. Das Gebäude ist heute renoviert und wird als Bürogebäude genutzt.                                                                                           |
| 52  | Everett-Bradner House                                         |                                                  | 27. Okt. 2004        | 156 South St. 41° 23′ 22″ N, 74° 19′ 35″ W                                                                                                | Village of Goshen                   | |
| 53  | First Congregational Church of Middletown                     |                                                  | 7. Dez. 2005         | 35 E. Main St. 41° 26′ 44″ N, 74° 25′ 10″ W                                                                                               | Middletown                          | Die Kirche ist eines der ältesten Bauwerke in Middletown und datiert aus der Zeit vor Gründung der City. |
| 54  | First Presbyterian Church of Chester                          |                                                  | 7. Jan. 1998         | 106-108 Main St. 41° 21′ 24″ N, 74° 16′ 40″ W                                                                                             | Chester                             | Das weitgehend unveränderte Gebäude aus dem Jahr 1854 ist die historisch dritte Pfarrkirche der Gemeinde, die 1783 gegründet wurde. |
| 55  | First Presbyterian Church of Highland Falls                   |                                                  | 23. Nov. 1982        | 140 Main St. 41° 22′ 19″ N, 73° 57′ 55″ W                                                                                                 | Highland Falls                      | |
| 56  | Firthcliffe Firehouse                                         |                                                  | 3. Juni 1996         | 196 Willow Ave. 41° 26′ 29″ N, 74° 2′ 30″ W                                                                                               | Cornwall                            | Das frühere Feuerwehrhaus beherbergt heute einen Friseursalon. |
| 57  | Fort Decker                                                   |                                                  | 13. Juni 1974        | 127 W. Main St. 41° 22′ 43″ N, 74° 42′ 7″ W                                                                                               | Port Jervis                         | Das älteste Gebäude in Port Jervis wurde aus Steinen eines zerstörten Handelspostens gebaut und wird nun als historisches Heimatmuseum genutzt. |
| 58  | Fort Montgomery Site                                          |                                                  | 28. Nov. 1972        | Adresse Verschlusssache | Fort Montgomery                     | Stätte eines erfolglosen Aufstands gegen die Briten. |
| 59  | Fury Brook Farm                                               |                                                  | 15. Sep. 2004        | Kings Highway 41° 19′ 34″ N, 74° 16′ 50″ W                                                                                                | Sugar Loaf                          | 1731 eingerichtete Farm, die damals die erste Siedlung am Wawayanda Path war. Hier wurden Pferde für die Kontinentalarmee gezüchtet. |
| 60  | Silas Gardner House                                           |                                                  | 28. März 1980        | 1141 Union Ave. 41° 31′ 36″ N, 74° 4′ 13″ W                                                                                               | Gardnertown                         | Steinhaus eines frühen Siedlers, der dem Ort den Namen gab |
| 61  | Gatehouse on Deerhill Road                                    |                                                  | 23. Nov. 1982        | Deerhill Rd. 41° 25′ 32″ N, 74° 1′ 14″ W                                                                                                  | Cornwall                            | Seltenes Beispiel im Hudson Valley eines Torhauses im neunormannischen Stil; ist heute ein Wohnhaus |
| 62  | Benjamin Haines House                                         |                                                  | 3. Juni 1996         | 114 Coleman Rd. 41° 32′ 5″ N, 74° 11′ 4″ W                                                                                                | Town of Montgomery                  | Wohnhaus einer frühen Siedlerfamilie |
| 63  | Elias Hand House                                              |                                                  | 28. Aug. 1998        | NY 32 41° 24′ 1″ N, 74° 4′ 51″ W | Mountainville                       | |
| 64  | Walter Hand House                                             |                                                  | 8. März 1996         | 520 Angola Rd. 41° 24′ 20″ N, 74° 3′ 52″ W                                                                                                | Cornwall                            | Das 1870 gebaute Haus wurde sowohl als Sommerpension als auch ganzjährig als Bauernhaus genutzt. |
| 65  | Harrison Meeting House Site and Cemetery                      |                                                  | 9. März 1999         | Co. Rd. 416 südlich von NY 211 and Co. Rd. 416 41° 30′ 39″ N, 74° 15′ 9″ W                                                                | Town of Montgomery                  | Stätte eines frühen Versammlungshauses der Siedler, das nach einem Brand nicht wieder aufgebaut wurde. |
| 66  | Haskell House                                                 | John Haskell House                               | 4. Juni 1973         | westlich von New Windsor abseits NY 32 41° 28′ 50″ N, 74° 2′ 33″ W                                                                        | New Windsor                         | zerstörtes Wohnhaus aus der Zeit um 1720 |
| 67  | Vermont Hatch Mansion                                         |                                                  | 2. Mai 1995          | Old Pleasant Hill Rd. 41° 25′ 28″ N, 74° 3′ 35″ W                                                                                         | Cornwall                            | |
| 68  | John R. Hays House                                            |                                                  | 22. Aug. 2002        | 45 Maple St. 41° 33′ 33″ N, 74° 11′ 19″ W                                                                                                 | Walden                              | Wohnhaus im Stil des Second Empire, das einem Geschäftsmann und Armeeoffizier im Sezessionskrieg gehörte. |
| 69  | Highland Falls Railroad Depot                                 |                                                  | 23. Nov. 1982        | Dock Rd. 41° 22′ 28″ N, 73° 57′ 41″ W | Highland Falls                      | |
| 70  | Highland Falls Village Hall                                   |                                                  | 23. Nov. 1982        | Main St. 41° 22′ 15″ N, 73° 57′ 57″ W | Highland Falls                      | |
| 71  | Nathaniel Hill Brick House                                    |                                                  | 5. Jan. 1978         | östlich von Montgomery an der NY 17K 41° 31′ 34″ N, 74° 10′ 34″ W                                                                         | Town of Montgomery                  | Das 1760 erbaute Wohnhaus im Georgianischen Stil wurde durch irische Einwanderer erbaut. Die Backsteine wurden aus England hergebracht, da diese damals nicht in den Kolonien hergestellt wurden. |
| 72  | Hillside Cemetery                                             |                                                  | 7. Sep. 1994         | Mulberry St. 41° 26′ 32″ N, 74° 25′ 51″ W                                                                                                 | Middletown                          | Der von Calvert Vaux entworfene Friedhof ist die letzte Ruhestätte bedeutender Leute des Orts aus dem 19. Jahrhundert. |
| 73  | Historic Track                                                |                                                  | 15. Okt. 1966        | Main St. 41° 24′ 11″ N, 74° 19′ 7″ W | Village of Goshen                   | Die Anlage ist die älteste durchgehend betriebene Trabrennsportbahn in den Vereinigten Staaten und Sitz der Harness Racing Museum & Hall of Fame. |
| 74  | Hopewell Presbyterian Church                                  |                                                  | 7. Jan. 1998         | NY 302 an der County Road 17 41° 34′ 14″ N, 74° 20′ 8″ W                                                                                  | Thompson Ridge                      | Das steinerne Gebäude im neugotischen Stil aus dem Jahr 1831 ist die Pfarrkirche einer 1778 gegründeten Gemeinde. |
| 75  | Webb Horton House                                             |                                                  | 26. Apr. 1990        | 115 South St. 41° 26′ 19″ N, 74° 25′ 34″ W                                                                                                | Middletown                          | Das Herrenhaus eines ortsansässigen Geschäftsmannes ist heute ein Verwaltungsgebäude für das Orange County Community College. |
| 76  | House at 116 Main Street                                      |                                                  | 23. Nov. 1982        | 116 Main St. 41° 22′ 23″ N, 73° 57′ 53″ W                                                                                                 | Highland Falls                      | |
| 77  | House at 37 Center Street                                     |                                                  | 23. Nov. 1982        | 37 Center St. 41° 22′ 12″ N, 73° 58′ 4″ W                                                                                                 | Highland Falls                      | |
| 78  | Huguenot Schoolhouse                                          |                                                  | 21. Aug. 1997        | Old Grange Rd. südlich der Big Pond Rd. 41° 25′ 11″ N, 74° 37′ 58″ W                                                                      | Deerpark                            | Die gut erhaltene frühere Zwergschule dient heute als historisches Heimatmuseum. |
| 79  | The Kellogg House                                             |                                                  | 16. Apr. 2001        | Old Pleasant Hill Rd. 41° 25′ 31″ N, 74° 3′ 57″ W                                                                                         | Cornwall                            | |
| 80  | Knox Headquarters                                             |                                                  | 9. Nov. 1972         | Quassaick Ave. und Forge Hill Rd. 41° 27′ 15″ N, 74° 2′ 56″ W                                                                             | Vails Gate                          | Das von William Bull um 1730 für die Familie Ellison gebaute Steinhaus wurde später durch General Henry Knox als Hauptquartier genutzt. |
| 81  | LeDoux/Healey House                                           |                                                  | 23. Nov. 1982        | 60 Deerhill Rd. 41° 25′ 27″ N, 74° 1′ 5″ W                                                                                                | Cornwall                            | Das im Shingle Style erbaute Wohnhaus entstand 1910. |
| 82  | Maple Lawn                                                    |                                                  | 28. Juni 1984        | 24 Downing St. 41° 31′ 26″ N, 74° 0′ 44″ W                                                                                                | Balmville                           | Beispielhaftes Cottage im pittoresken Stil, das 1859 von Frederick Clarke Withers erbaut wurde und nahezu intakt ist. |
| 83  | Thomas McDowell House                                         |                                                  | 28. Juli 2004        | 517 Lake Rd. 41° 28′ 9″ N, 74° 6′ 35″ W                                                                                                   | New Windsor                         | Das gut erhaltene Wohnhaus aus den 1770er Jahren stammt von einem der ursprünglichen irischen Siedler aus Little Britain. |
| 84  | Gomez Mill House                                              |                                                  | 29. Jan. 1973        | Mill House Rd. 41° 34′ 42″ N, 73° 58′ 56″ W                                                                                               | Town of Newburgh                    | Das Gebäude ist das älteste noch existierende Wohnhaus eines jüdischen Amerikaners, von dem man weiß. Sockel und erster Stock des Hauses stammen von 1712. Der Papiermacher Dard Hunter wohnte Anfang des 20. Jahrhunderts darin.                                                                                              |
| 85  | Johannes Miller House                                         |                                                  | 21. Nov. 1980        | 272 Union St. 41° 30′ 43″ N, 74° 15′ 11″ W                                                                                                | Town of Montgomery                  | Wohnhaus von Johannes Miller, einem Investor in den Newburgh-Cochecton Turnpike und andere Mautstraßen am Anfang des 19. Jahrhunderts. |
| 86  | Milliken-Smith Farm                                           |                                                  | 25. März 2009        | 279 Bailey Road 41° 32′ 4″ N, 74° 12′ 36″ W                                                                                               | Montgomery                          | |
| 87  | Gilbert Millspaugh House                                      |                                                  | 7. Nov. 2005         | 32 Church St. 41° 33′ 32″ N, 74° 11′ 16″ W                                                                                                | Walden                              | Viktorianisches Cottage eines ortsansässigen Kaufmanns |
| 88  | Moffat Library                                                |                                                  | 19. Aug. 1994        | W. Main St. 41° 25′ 42″ N, 74° 10′ 6″ W                                                                                                   | Washingtonville                     | Büchereigebäude, das durch den in Washingtonville geborenen David Moffat gebaut wurde und mit Buntglasfenstern von Tiffany ausgestattet ist. |
| 89  | Montgomery Water Works Building                               |                                                  | 9. Feb. 2005         | 239 Ward St. 41° 31′ 30″ N, 74° 13′ 38″ W                                                                                                 | Village of Montgomery               | 1895 für die Gemeinde durch Arthur Pratchett erbautes Gebäude. Pratchett war Mitbegründer der Montgomery Mills. |
| 90  | Montgomery Worsted Mills                                      |                                                  | 21. Nov. 1980        | Factory St. 41° 31′ 51″ N, 74° 13′ 26″ W                                                                                                  | Village of Montgomery               | Textilmühle aus dem 19. Jahrhundert. Die Anlage am Wallkill River ist noch in Betrieb, dient aber hauptsächlich der Erzeugung von elektrischer Energie durch Wasserkraft. |
| 91  | Montgomery-Grand-Liberty Streets Historic District            |                                                  | 16. Juli 1973        | Montgomery, Grand und Liberty St. 41° 30′ 25″ N, 74° 0′ 35″ W                                                                             | Newburgh                            | Der historische Bezirk umfasst Kirchen und Häuser der betuchten Bewohner aus dem 19. Jahrhundert. |
| 92  | Jeremiah Morehouse House                                      |                                                  | 12. Apr. 2006        | 11 Hathorn Rd. 41° 14′ 42″ N, 74° 22′ 8″ W                                                                                                | Warwick                             | Das 1767 erbaute Haus wurde in den 1840er Jahren umfassend erneuert. |
| 93  | Moses Mould House                                             |                                                  | 22. Aug. 2002        | 1743 NY 17K 41° 31′ 44″ N, 74° 15′ 57″ W                                                                                                  | Montgomery                          | Wohnhaus früher Pfälzer Siedler |
| 94  | Mountainville Grange Hall                                     |                                                  | 3. Juni 1996         | NY 32 südlich der Creamery Rd. 41° 24′ 1″ N, 74° 4′ 46″ W                                                                                 | Cornwall                            | Noch bestehende Scheune, die seit dem Beginn des 20. Jahrhunderts durch die örtliche Freimaurerloge als Versammlungsort genutzt wird. |
| 95  | New Windsor Cantonment                                        |                                                  | 31. Juli 1972        | Temple Hill Rd. 41° 28′ 9″ N, 74° 3′ 35″ W                                                                                                | New Windsor                         | Letztes Feldlager der Kontinentalarmee; George Washington schlug hier die Newburgh-Verschwörung nieder. |
| 96  | New York State Armory                                         |                                                  | 18. Juni 1981        | Broadway und Johnson St. 41° 29′ 59″ N, 74° 0′ 50″ W                                                                                      | Newburgh                            | John A. Wood entwarf Ende des 19. Jahrhunderts dieses Gebäude, das heute Büroräume der sozialen Dienste der Countyverwaltung beherbergt. |
| 97  | Old Town Cemetery and Palatine Church Site                    |                                                  | 30. Juni 2000        | Grand St. 41° 30′ 27″ N, 74° 0′ 36″ W | Newburgh                            | Friedhof von frühen Siedlern Newburghs. Hier befindet sich das Robinson-Mausoleum, das vermutlich von Alexander Jackson Davis geplant wurde. |
| 98  | Oliver Avenue Bridge                                          |                                                  | 19. Juli 1984        | Oliver Ave. 41° 27′ 14″ N, 74° 26′ 0″ W                                                                                                   | Middletown                          | Inzwischen abgerissene Eisenbahnbrücke |
| 99  | Orange Mill Historic District                                 |                                                  | 1. Mai 1997          | Powder Mill Rd. bei der NY 52 | Town of Newburgh                    | Ruinen eines ausgedehnten Produktionskomplexes für Schießpulver aus dem 19. Jahrhundert. Die Gebäude liegen um einen Park verstreut. |
| 101 | Paramount Theatre                                             |                                                  | 6. März 2002         | South St. 41° 26′ 39″ N, 74° 25′ 17″ W | Middletown                          | 1930 im Art déco erbautes Kino |
| 102 | Parry House                                                   |                                                  | 23. Nov. 1982        | Michel Rd. 41° 22′ 9″ N, 73° 57′ 45″ W | Highland Falls                      | |
| 103 | Patchett House                                                |                                                  | 21. Nov. 1980        | 232 Ward St. 41° 31′ 34″ N, 74° 13′ 40″ W                                                                                                 | Village of Montgomery               | Alte Raststation am Newburgh-Cochecton Turnpike. Das spätere Wohnhaus des Mitbegründers der Montgomery Worsted Mills ist heute Sitz einer Kunstgalerie. |
| 104 | James "Squire" Patton House                                   |                                                  | 12. Mai 2008         | NY 207 westlich der Temple Hill Rd. | New Windsor                         | Das gut erhaltene Wohnhaus eines frühen Landbesitzers ist ein herausragendes Beispiel der verschiedenen lokalen Stile anonymer Architektur. |
| 105 | Peachcroft                                                    |                                                  | 10. März 1995        | River Rd. 41° 32′ 28″ N, 74° 12′ 52″ W | Montgomery                          | Das Wohnhaus von zwei ortsansässigen Farmern spiegelt die unterschiedliche Architektur der Zeit von Bau und Renovierung des Hauses wider. |
| 106 | Gideon Pelton Farm                                            |                                                  | 3. Nov. 1995         | 250 Rockefellow Ln. 41° 30′ 16″ N, 74° 14′ 25″ W                                                                                          | Town of Montgomery                  | Kombination eines Steinhauses von 1770 mit einem späteren Farmhaus im neoklassizistischen Stil |
| 107 | Patrick Piggot House                                          |                                                  | 28. Aug. 1998        | 105 Angola Rd. 41° 25′ 40″ N, 74° 2′ 32″ W                                                                                                | Cornwall                            | Das alte Bauernhaus wurde in eine Pension umgewandelt, als Cornwall noch ein Ferienort war. |
| 108 | Pine Terrace                                                  |                                                  | 23. Nov. 1982        | Main St. 41° 21′ 52″ N, 73° 57′ 54″ W | Highland Falls                      | |
| 109 | Powelton Club                                                 |                                                  | 20. Dez. 1999        | 2963 Balmville Rd. 41° 31′ 21″ N, 74° 1′ 2″ W                                                                                             | Balmville                           | Der Golfklub ist einer der ältesten in den Vereinigten Staaten. |
| 110 | Primitive Baptist Church of Brookfield                        |                                                  | 13. Nov. 1976        | US 6 41° 23′ 25″ N, 74° 28′ 25″ W | Slate Hill                          | Die 1792 erbaute Kirche war eines der beiden ältesten Bauwerk in Slate Hill |
| 111 | Culver Randel House and Mill                                  |                                                  | 20. Mai 1998         | 65 Randall St. 41° 20′ 29″ N, 74° 21′ 11″ W                                                                                               | Florida                             | Das 1850 erbaute Haus gilt als ausgezeichnetes Beispiel pittoresker Elemente an einem italienisch anmutenden Gebäude. |
| 112 | River View House                                              |                                                  | 23. Nov. 1982        | 146 Bayview Ave. 41° 26′ 24″ N, 74° 0′ 8″ W                                                                                               | Cornwall                            | |
| 113 | Rushmore Memorial Library                                     |                                                  | 11. Apr. 2008        | Weygant Hill Rd. und NY 32 | Highland Mills                      | Die 1924 im Arts and Crafts entstandene Bücherei wurde aufgrund einer Stiftung des Einwohners Charles E. Rushmore gebaut. |
| 114 | St. Andrew’s Cemetery                                         |                                                  | 23. Dez. 2008        | St. Andrew’s Rd. and Plains Rd. 41° 34′ 8″ N, 74° 8′ 44″ W                                                                                | Walden                              | |
| 115 | St. Andrew’s Episcopal Church & Rectory                       |                                                  | 13. Juni 2008        | 13 & 15 Walnut St. | Walden                              | 1871 erbaute Kirche im neugotischen Stil, die von Charles Babcock entworfen wurde. |
| 116 | St. Mark’s Baptist Church                                     |                                                  | 28. Jan. 2004        | 213 Main St. 41° 22′ 2″ N, 73° 57′ 59″ W                                                                                                  | Highland Falls                      | |
| 117 | St. Mark’s Episcopal Church                                   |                                                  | 23. Nov. 1982        | Canterbury Rd. und US 9W 41° 19′ 49″ N, 73° 59′ 18″ W                                                                                     | Fort Montgomery                     | 1923 erbaute Kirche, die vor allem Wochenendausflüglern diente |
| 118 | St. Thomas Episcopal Church                                   |                                                  | 12. Juli 2006        | 47 Old Route 9W (188 River Rd.) 41° 28′ 13″ N, 74° 1′ 5″ W                                                                                | New Windsor                         | |
| 119 | Sands-Ring House                                              |                                                  | 8. März 1996         | Main St. 41° 26′ 23″ N, 74° 1′ 57″ W | Cornwall                            | Wohnhaus eines frühen Quäkers; George Washington hat hier angeblich gespeist. |
| 120 | Sawyer Farmhouse                                              |                                                  | 30. Juni 2005        | 178 Maple Ave. 41° 22′ 28″ N, 74° 22′ 46″ W                                                                                               | Town of Goshen                      | |
| 121 | Scribner House                                                |                                                  | 8. März 1996         | 19 Roe Ave. 41° 26′ 15″ N, 74° 1′ 27″ W                                                                                                   | Cornwall                            | 1910 für Charles Scribner II erbautes Cottage, das Shingle Style und Kolonialstil vereint. |
| 122 | William Henry Seward Memorial                                 |                                                  | 9. Dez. 1999         | Main St. 41° 20′ 0″ N, 74° 21′ 26″ W | Florida                             | Das von Daniel Chester French geschaffene Denkmal erinnert an den Sohn des Ortes William H. Seward, der später Außenminister der Vereinigten Staaten wurde. |
| 123 | Jacob Shafer House                                            |                                                  | 16. Aug. 1996        | 388 Kaisertown Rd. 41° 31′ 23″ N, 74° 16′ 15″ W                                                                                           | Town of Montgomery                  | neoklassizistisches Wohnhaus eines frühen Bewohners |
| 124 | Shorter House                                                 |                                                  | 24. Aug. 1998        | Andrews Rd. 41° 34′ 13″ N, 74° 20′ 39″ W                                                                                                  | Crawford                            | neoklassizistisches Wohnhaus eines frühen Bewohners |
| 125 | Smith Clove Meeting House                                     |                                                  | 11. Jan. 1974        | Quaker Rd. 41° 21′ 40″ N, 74° 6′ 40″ W | Highland Mills                      | Versammlungshaus von Quäkern aus dem Jahr 1803, das einmal jährlich genutzt wird. Das Bauwerk ist das älteste religiöse Bauwerk von Woodbury. |
| 126 | The Smith House                                               |                                                  | 8. Aug. 1996         | 2727 Albany Post Rd. 41° 33′ 9″ N, 74° 14′ 13″ W                                                                                          | Town of Montgomery                  | neoklassizistisches Gebäude |
| 127 | Southfield Furnace Ruin                                       |                                                  | 2. Nov. 1973         | südlich von Monroe abseits von NY 17 41° 15′ 14″ N, 74° 11′ 40″ W                                                                         | Tuxedo                              | Reste einer Eisengießerei aus dem 19. Jahrhundert. Die dazugehörigen Nebengebäude werden als Museum genutzt. |
| 128 | The Squirrels                                                 |                                                  | 23. Nov. 1982        | 225 Main St. 41° 22′ 3″ N, 73° 57′ 52″ W                                                                                                  | Highland Falls                      | |
| 129 | Sterling Mountain Fire Observation Tower and Observer’s Cabin |                                                  | 28. Juli 2006        | Sterling Forest State Park 41° 11′ 42″ N, 74° 16′ 44″ W                                                                                   | Greenwood Lake                      | |
| 130 | General John Hathorn Stone House                              |                                                  | 12. März 2001        | Hathorn Rd. 41° 14′ 48″ N, 74° 22′ 16″ W                                                                                                  | Warwick                             | Das 1773 erbaute Wohnhaus eines Generals, der Milizen in die Schlacht von Minisink führt und später Politiker in der New Yorker Gesetzgebung und im Kongress der Vereinigten Staaten wurde, zeigt die Einflüsse deutscher Architektur auf englische Bautraditionen.                                                            |
| 131 | Stonihurst                                                    |                                                  | 23. Nov. 1982        | NY 218 41° 21′ 24″ N, 73° 58′ 1″ W | Highland Falls                      | |
| 132 | Storm King Highway                                            | Storm King Highway and Newburgh Bay              | 23. Nov. 1982        | NY 218 41° 26′ 15″ N, 73° 59′ 49″ W | Cornwall and Highlands              | 1916 entlang eines Berghangs errichtete Straße mit Aussicht auf den Hudson River. Die Straße liegt rund 120 m oberhalb des Flusses. |
| 133 | Daniel Sutherland House                                       |                                                  | 8. März 1996         | 32 Angola Rd. 41° 26′ 0″ N, 74° 2′ 15″ W                                                                                                  | Cornwall                            | Wohnhaus eines frühen Bewohners von Cornwall auf Land im Familienbesitz |
| 134 | David Sutherland House                                        |                                                  | 8. März 1996         | 70 Angola Rd. 41° 25′ 50″ N, 74° 2′ 21″ W                                                                                                 | Cornwall                            | 1770 aus Feldsteinen erbautes Haus eines Abkömmlings von Daniel Sutherland |
| 135 | Taylor-Corwin House                                           |                                                  | 5. Jan. 2005         | 112 Maple Ave. 41° 36′ 34″ N, 74° 18′ 10″ W                                                                                               | Pine Bush                           | 1840 erbaut und damit eines der ältesten Bauwerke in Pine Bush. Der Platz ist als Aussichtspunkt auf die Shawangunk Ridge bekannt. |
| 136 | John Tears Inn                                                |                                                  | 21. Aug. 1997        | 1224 Goshen Tnpk. 41° 30′ 2″ N, 74° 22′ 22″ W                                                                                             | Wallkill                            | Das Gasthaus aus den 1770er Jahren war ein Rastpunkt am Goshen Turnpike. |
| 137 | Alexander Thompson House                                      |                                                  | 13. Juni 1997        | Jct. of NY 302 and Thompson Ridge Rd. 41° 34′ 14″ N, 74° 20′ 3″ W                                                                         | Thompson Ridge                      | Das Wohnhaus des Sohnes eines der ersten Siedler des Orts wurde Anfang des 19. Jahrhunderts im Federal Style erweitert. |
| 138 | Andrew Thompson Farmstead                                     |                                                  | 5. Jan. 2005         | RD Rte 302 41° 33′ 44″ N, 74° 20′ 23″ W                                                                                                   | Thompson Ridge                      | Das 1810 erbaute Haus kombiniert Elemente aus Federal Style und frühen Neoklassizismus und ist weitgehend intakt geblieben. |
| 139 | Robert A. Thompson House                                      |                                                  | 30. Jan. 1998        | NY 302 südlich der Dickerson Ave. 41° 33′ 37″ N, 74° 20′ 31″ W                                                                            | Thompson Ridge                      | Das 1822 erbaute Steinhaus war das Wohnhaus des Siedlers, nach dem Thompson Ridge benannt ist. |
| 140 | Tuxedo Park                                                   |                                                  | 13. März 1980        | Tuxedo Lake und Umgebung 41° 12′ 5″ N, 74° 12′ 24″ W                                                                                      | Tuxedo Park                         | erste Gated Community in den Vereinigten Staaten |
| 141 | Tuxedo Park Railroad Station                                  |                                                  | 13. Dez. 2000        | NY 17 41° 11′ 36″ N, 74° 11′ 14″ W | Tuxedo                              | Der Bahnhof wurde 1885 erbaut, etwa zur selben Zeit entstand Tuxedo Park. |
| 142 | Tweddle Farmstead                                             |                                                  | 9. Sep. 1999         | 263 Beaver Dam Rd. 41° 30′ 27″ N, 74° 13′ 42″ W                                                                                           | Town of Montgomery                  | Farmhaus aus der Anfangszeit des 19. Jahrhunderts; wurde in den 1830er Jahren im neoklassizistischen Stil erneuert. |
| 143 | U.S. Military Academy                                         |                                                  | 15. Okt. 1966        | NY 218 41° 23′ 43″ N, 73° 58′ 18″ W | West Point                          | Der älteste durchgehend im Dienst stehende Militärposten in den Vereinigten Staaten ist die Alma Mater vieler bedeutender US-amerikanischen Generäle. |
| 144 | Union Street-Academy Hill Historic District                   |                                                  | 21. Nov. 1980        | grob begrenzt durch Ward St., Wallkill Ave., Sears und Hanover St. 41° 31′ 30″ N, 74° 14′ 18″ W                                           | Village of Montgomery               | Historischer Kern des Village of Montgomery, die Häuser und Gebäude stammen aus der Zeit am Ende des 19. Jahrhunderts. |
| 145 | Upland Lawn                                                   |                                                  | 6. Dez. 1996         | 16 Duncan Ln. 41° 26′ 25″ N, 74° 1′ 13″ W                                                                                                 | Cornwall                            | |
| 146 | US Bullion Depository, West Point, New York                   |                                                  | 18. Feb. 1988        | Adresse Verschlusssache | West Point                          | |
| 147 | U.S. Post Office Goshen                                       |                                                  | 11. Mai 1989         | Grand St. 41° 24′ 7″ N, 74° 19′ 34″ W | Village of Goshen                   | Postamt aus Backsteinen im Kolonialstil, das im Rahmen des New Deals 1935 erbaut wurde; ein Wandgemälde im Inneren zeigt die historische Trabrennbahn. |
| 148 | U.S. Post Office Newburgh                                     |                                                  | 11. Mai 1989         | 215-217 Liberty St. 41° 30′ 11″ N, 74° 0′ 41″ W                                                                                           | Newburgh                            | Das zweistöckige Postamt entstand Anfang der 1930er Jahre im Rahmen der Works Progress Administration |
| 149 | US Post Office-Port Jervis                                    |                                                  | 11. Mai 1989         | 20 Sussex St. 41° 22′ 30″ N, 74° 41′ 33″ W                                                                                                | Port Jervis                         | Postamtsgebäude aus den 1920er Jahren im Retro-Kolonialstil |
| 150 | Mary Van Duzer-Sayer House                                    |                                                  | 8. März 1996         | Taylor Rd. 41° 24′ 37″ N, 74° 5′ 13″ W | Cornwall                            | 1832 im Federal Style erbautes Farmhaus |
| 151 | Village of Monroe Historic District                           |                                                  | 19. Nov. 1998        | grob begrenzt durch Lake St., Carpenter Place, Clark St., Monroe Race Track Site, Ramapo St. und Oakland Ave. 41° 19′ 28″ N, 74° 11′ 9″ W | Monroe                              | Siedlungskern von Monroe aus dem Anfang des 19. Jahrhunderts. Der größte Teil wurde 1892 von einem Feuer verschont. Zu den beitragenden Objekten gehören der Gründungsbetrieb der Käserei Velveeta und das älteste Versammlungshaus der Freimaurer in New York.                                                                |
| 152 | Jacob T. Walden Stone House                                   |                                                  | 12. März 2002        | N. Montgomery St. 41° 33′ 55″ N, 74° 11′ 44″ W                                                                                            | Walden                              | Das in den 1730er Jahren erbaute Steinhaus ist das älteste Haus in Walden und war später das Wohnhaus des Müllers, nach dem Walden benannt ist. |
| 153 | Walden United Methodist Church                                |                                                  | 28. Feb. 2008        | 125 W. Main St. | Walden                              | intakte Backsteinkirche aus dem Jahr 1893 im neugotischen Stil |
| 154 | A. Walsh Stone House and Farm Complex                         |                                                  | 28. Dez. 2001        | 1570 NY 94 41° 26′ 27″ N, 74° 6′ 3″ W | Cornwall                            | neoklassizistisches Haus im Zentrum einer noch betriebenen Farm |
| 155 | Daniel Waring House                                           |                                                  | 3. Nov. 1995         | 730 River Rd. 41° 31′ 44″ N, 74° 14′ 14″ W                                                                                                | Town of Montgomery                  | Das Haus aus dem 18. Jahrhundert wurde später renoviert und ist das einzige neoklassizistische Gebäude in Montgomery mit Säulen. |
| 156 | Warwick Village Historic District                             |                                                  | 7. Sep. 1984         | grob begrenzt durch NY 17A, High und South St. sowie Oakland, Maple und Colonial Ave. 41° 29′ 46″ N, 74° 21′ 32″ W                        | Warwick                             | Kern der Village of Warwick; die Gebäude stammen aus der Zeit zwischen der Mitte des 19. Jahrhunderts und den Anfang des 20. Jahrhunderts. Sie spiegeln so den wirtschaftlichen Strukturwandel des Gebiets wider. |
| 157 | Washington’s Headquarters                                     |                                                  | 15. Okt. 1966        | Liberty und Washington St. 41° 29′ 52″ N, 74° 0′ 39″ W                                                                                    | Newburgh                            | Das älteste Haus in der City of Newburgh war die Wohnung von George Washington, als die Kontinentalarmee hier ihr Feldlager hatte. Es wurde später das erste Anwesen, das durch die Regierung eines Bundesstaates der Vereinigten Staaten zu Zwecken des Denkmalschutzes gekauft wurde.                                        |
| 158 | Webb Lane House                                               |                                                  | 23. Nov. 1982        | Webb Lane 41° 22′ 14″ N, 73° 57′ 44″ W | Highland Falls                      | |
| 159 | George T. Wisner House                                        |                                                  | 30. Juni 2005        | 145 South St. 41° 23′ 23″ N, 74° 19′ 29″ W                                                                                                | Village of Goshen                   | Viktorianisches Haus eines ortsansässigen Geschäftsmannes |
| 160 | Wilford Wood House                                            |                                                  | 28. Aug. 1998        | 58 Pleasant Hill Rd. 41° 24′ 40″ N, 74° 4′ 25″ W                                                                                          | Mountainville                       | Das um 1890 erbaute Haus ist ein frühes Beispiel für den Colonial-Revival-Stil. In der Zeit, in der Cornwall hauptsächlich als Ferienort diente, war dieser Bau eines Farmhauses selten. |
| 161 | Woodlawn Farm                                                 |                                                  | 11. Apr. 2008        | 20 Mount Orange Rd. | Slate Hill                          | Farmkomplex, dessen ältestes Gebäude aus dem Jahr 1790 stammt und das älteste in Slate Hill ist |
| 162 | Woodruff House                                                |                                                  | 8. März 1996         | NY 32 41° 26′ 56″ N, 74° 3′ 29″ W | Cornwall                            | seltenes Beispiel eines erhaltenen Steinhauses aus dem 19. Jahrhundert |
| 163 | Wyant-Talbot House                                            |                                                  | 8. März 1996         | 42 Clark Ave. 41° 26′ 38″ N, 74° 1′ 41″ W                                                                                                 | Cornwall-on-Hudson                  | |
| 164 | Yelverton Inn and Store                                       |                                                  | 28. März 1980        | 112-116 Main St. 41° 21′ 22″ N, 74° 16′ 41″ W                                                                                             | Chester                             | In dem 1765 aus Holz erbauten Gasthaus wohnten Alexander Hamilton und Aaron Burr während eines Landstreits, außerdem George Washington während des Unabhängigkeitskrieges. Die angrenzende Werkstatt aus dem Jahr 1841 ist eine der wenigen noch bestehenden gewerblichen Bauten im neoklassizistischen Baustil in der Gegend. |